# Tramway de Hong Kong
Le tramway de Hong Kong est le réseau de tramways de Hong Kong, région administrative spéciale (RAS), en Chine. C'est le seul réseau de tramways à deux niveaux au monde. Depuis 2009, il est exploité par la filiale Hong Kong Tramways Limited (filiale de RATP Developpement). RATP Dev Group prend le contrôle total de RATP Dev Transdev Asia (RDTA) depuis octobre 2020, et détient depuis l'intégralité de HKT.

## Réseau actuel

### Aperçu général

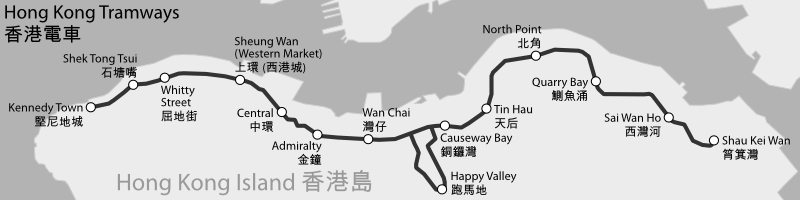
Carte du réseau

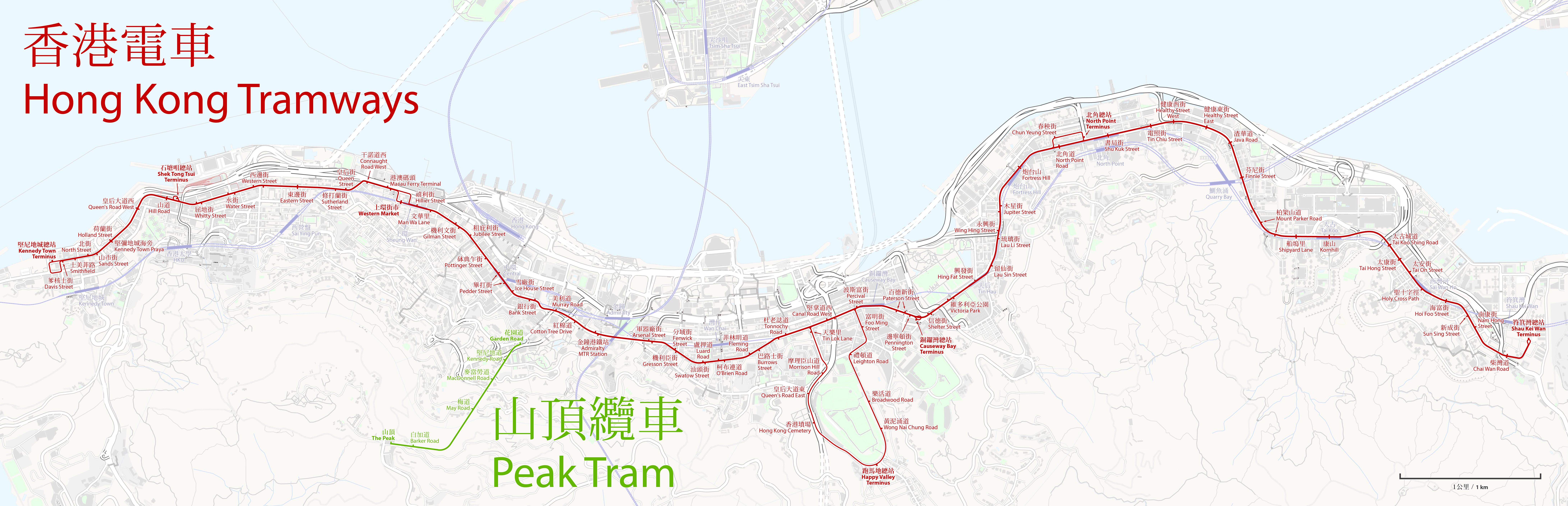
Carte détaillée du réseau

Le réseau est parcouru par six lignes sur l'île de Hong Kong :
- Shau Kei Wan ↔ Western Market
- Shau Kei Wan ↔ Happy Valley
- Shau Kei Wan ↔ Kennedy Town
- North Point ↔ Whitty Street
- Happy Valley ↔ Kennedy Town
- Western Market ↔ Kennedy Town

Le réseau compte actuellement environ 120 arrêts de tramway, y compris ses sept terminaux. Les termini, d’ouest en est, sont Kennedy Town, Shek Tong Tsui, Western Market, Happy Valley, Causeway Bay, North Point et Shau Kei Wan. Les arrêts sont densément situés, avec un intervalle moyen de 250 mètres entre eux. Plusieurs arrêts de tram sont situés au milieu de la route sur des îlots abrités, auxquels on accède par des passages pour piétons ou des passerelles. Les croisements de voie près de Davis Street, Eastern Street, Pedder Street, Gresson Street, Victoria Park, North Point Road et Mount Parker Road sont utilisés dans des situations d'urgence, telles que des accidents de la route. La plupart des arrêts sont restés inchangés depuis leur création mais certains ont changé de nom. L'arrêt Pedder Street s'appelait auparavant Shu Shun Kwun (館) et faisait référence à un ancien bâtiment de la poste centrale, aujourd'hui démoli.

Termini du tramway de Hong Kong
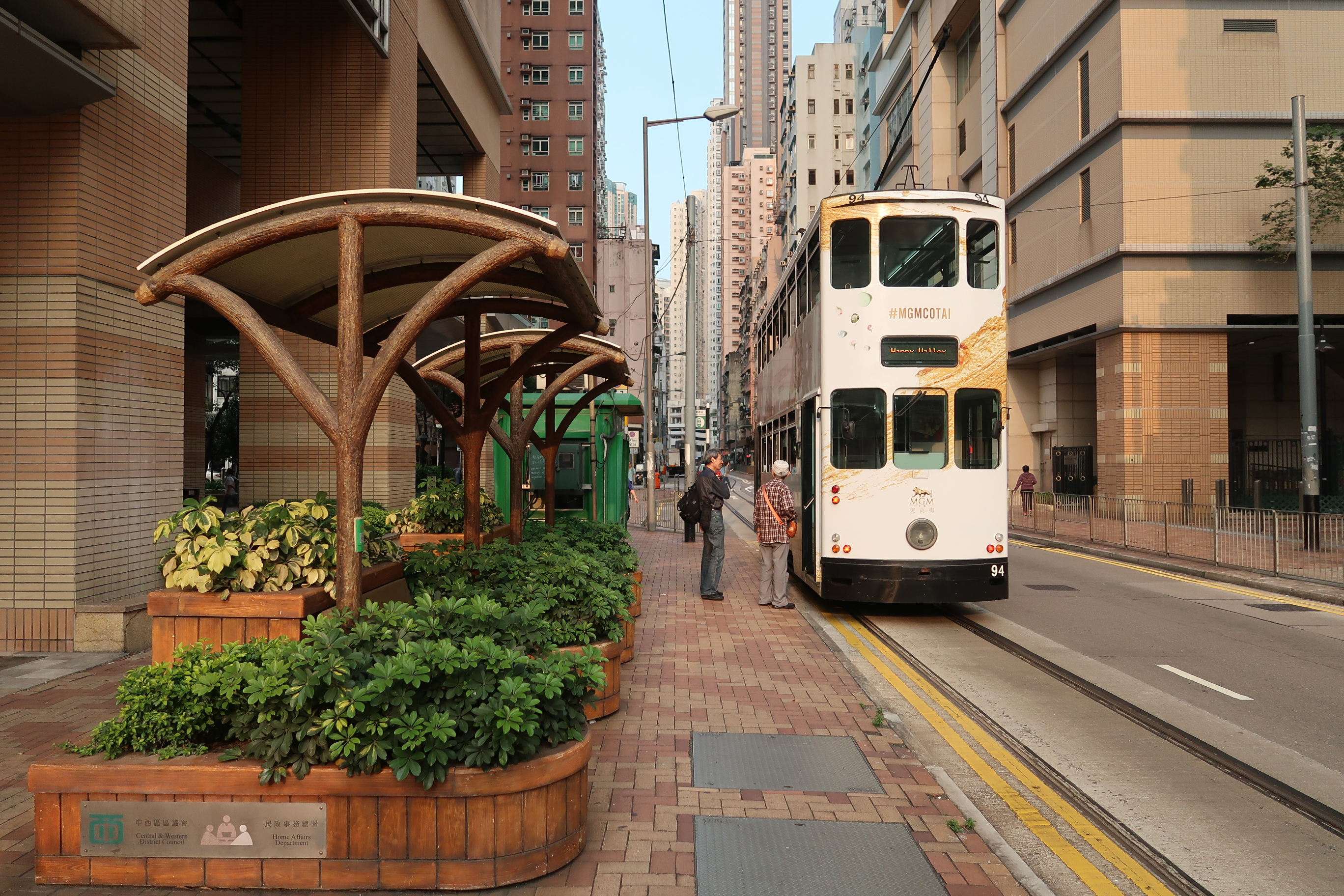
Terminus de Kennedy Town
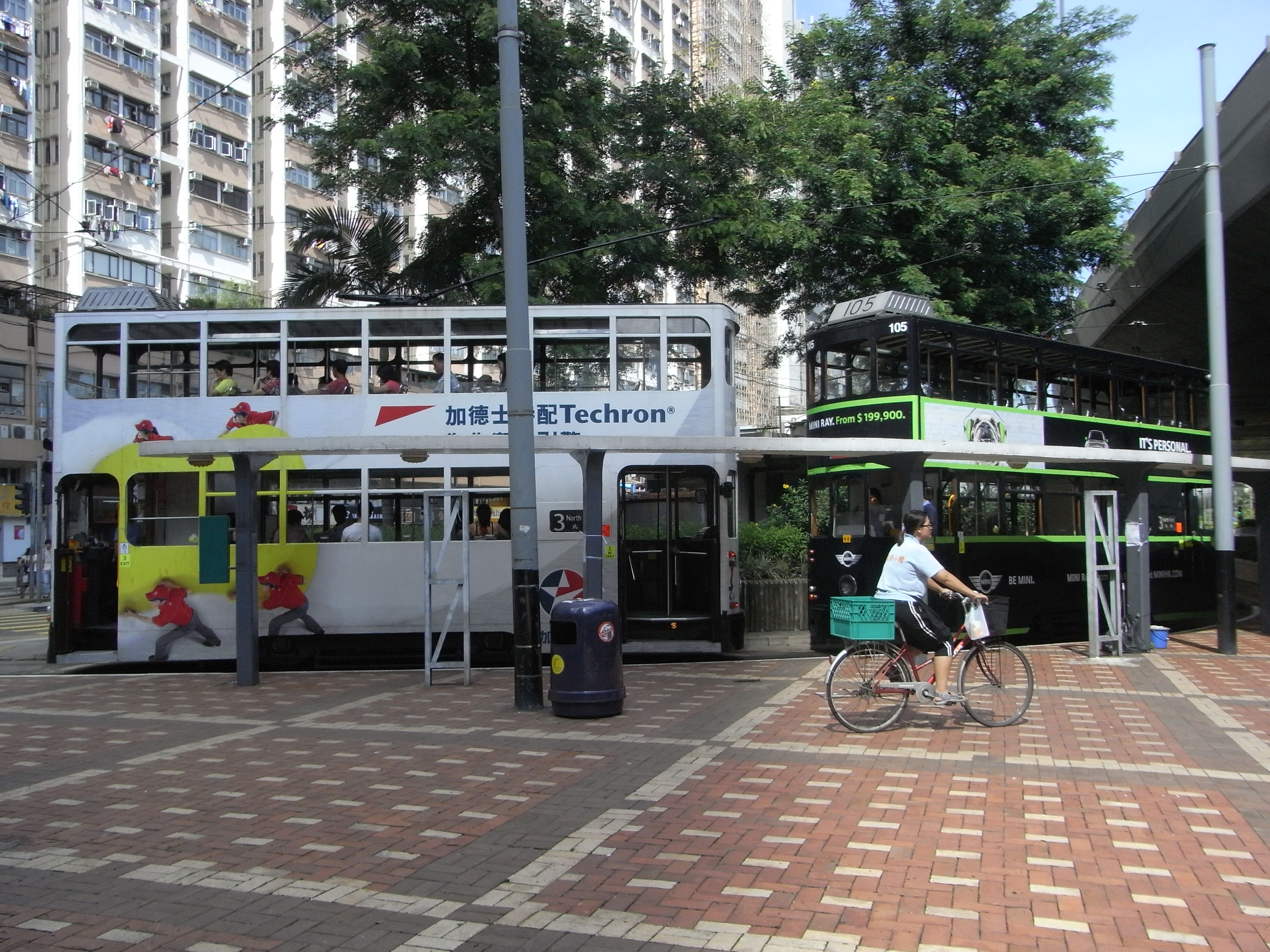
Terminus de Shek Tong Tsui
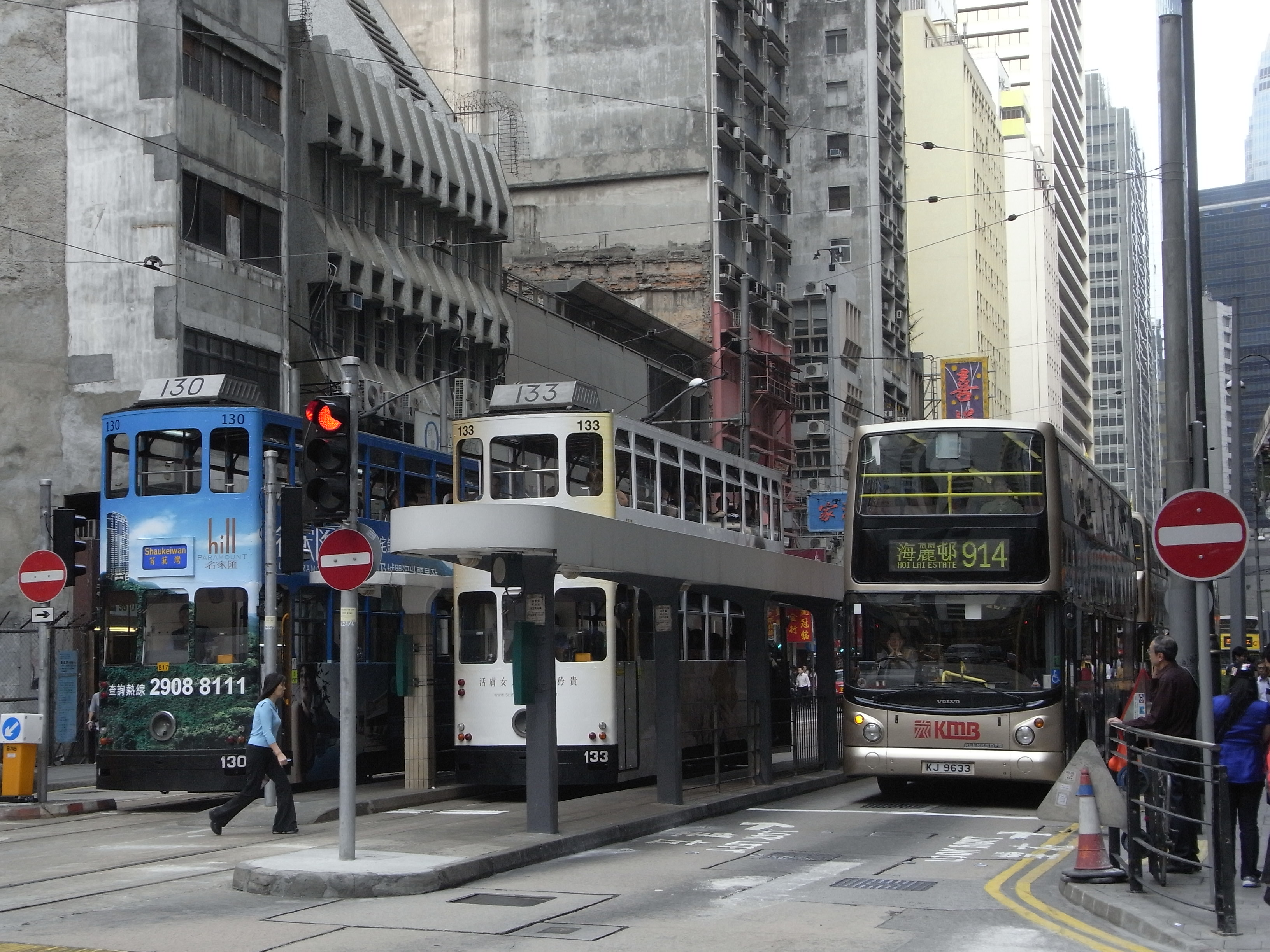
Terminus de Western Market
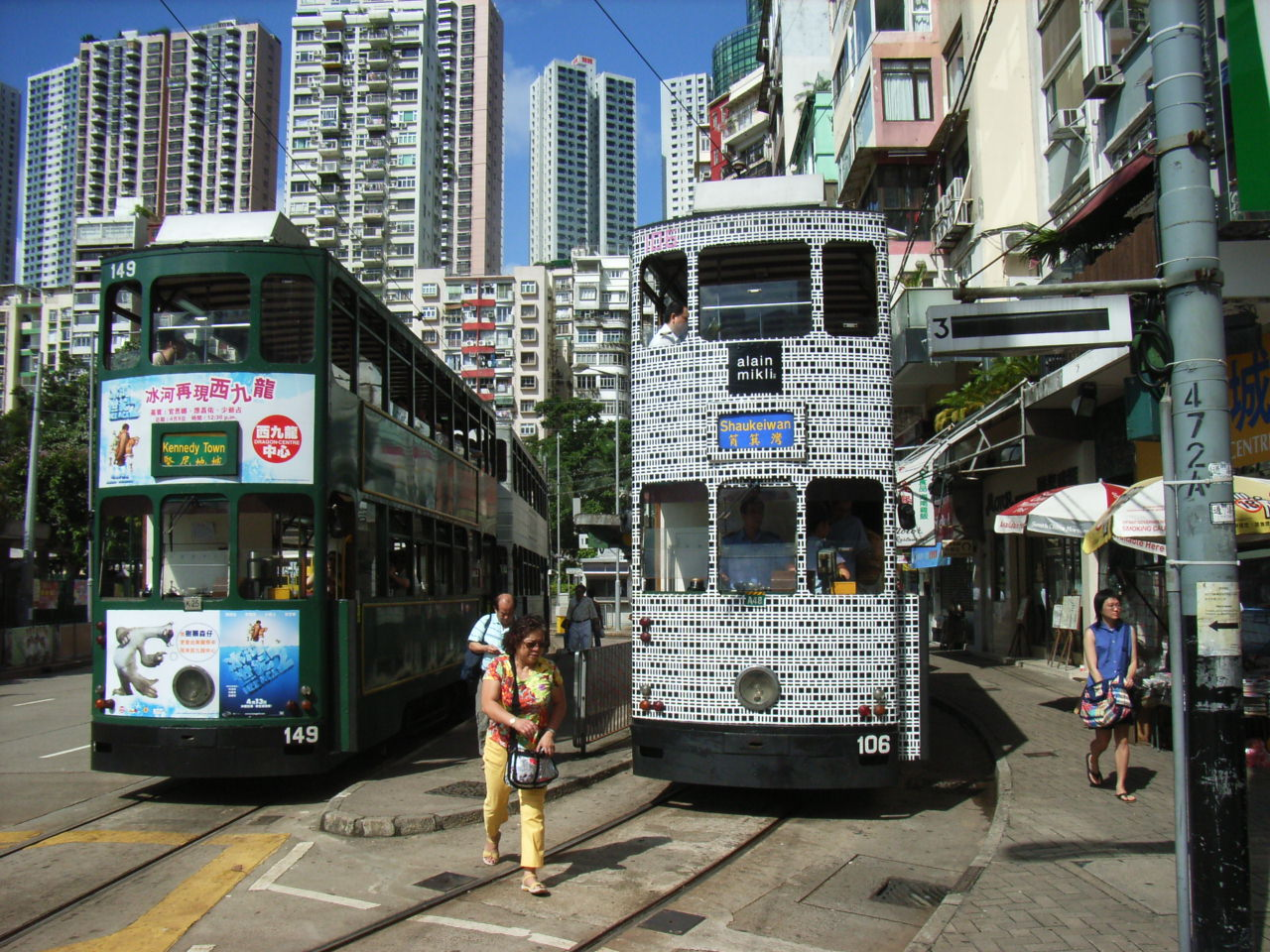
Terminus de Happy Valley
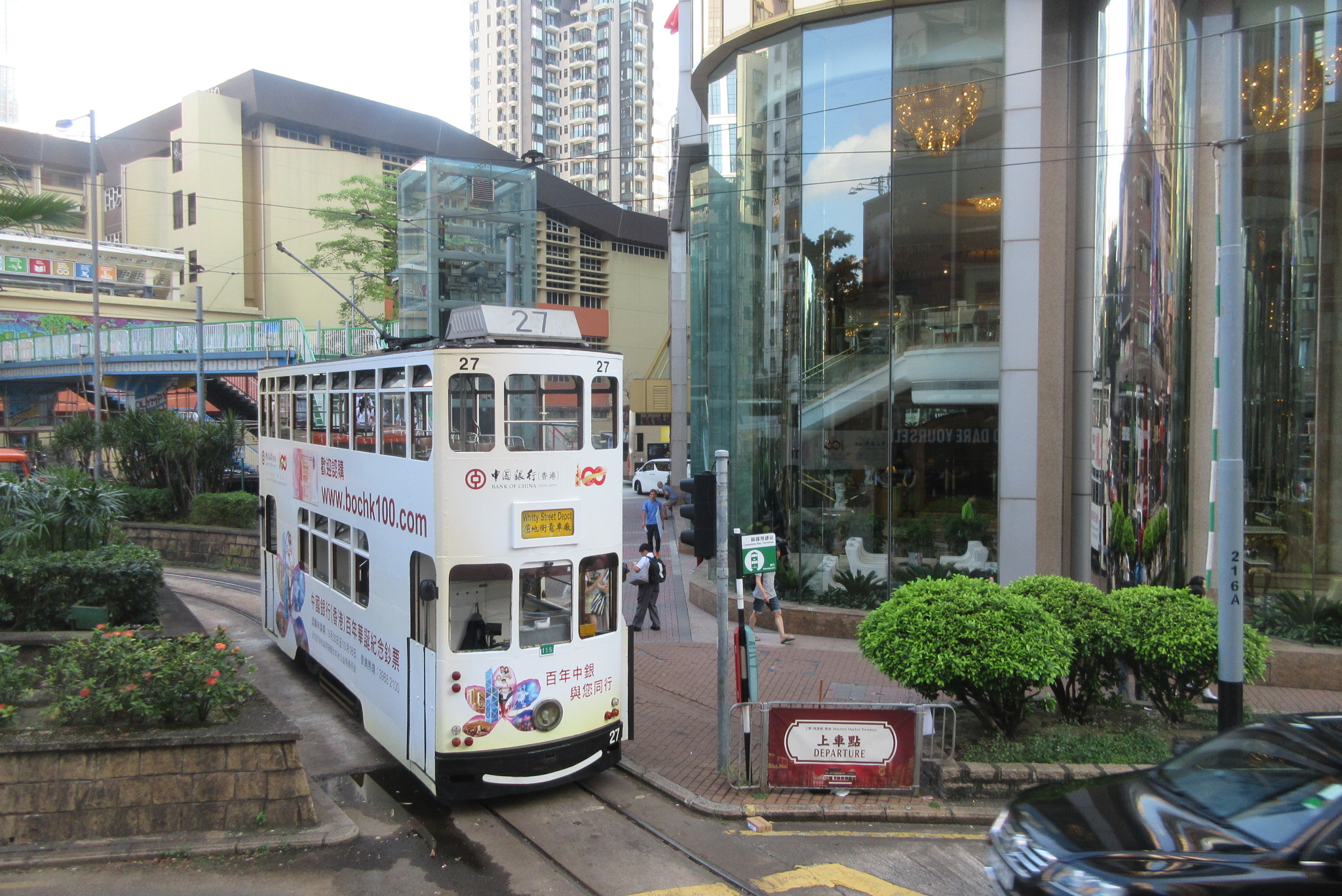
Terminus de Causeway Bay
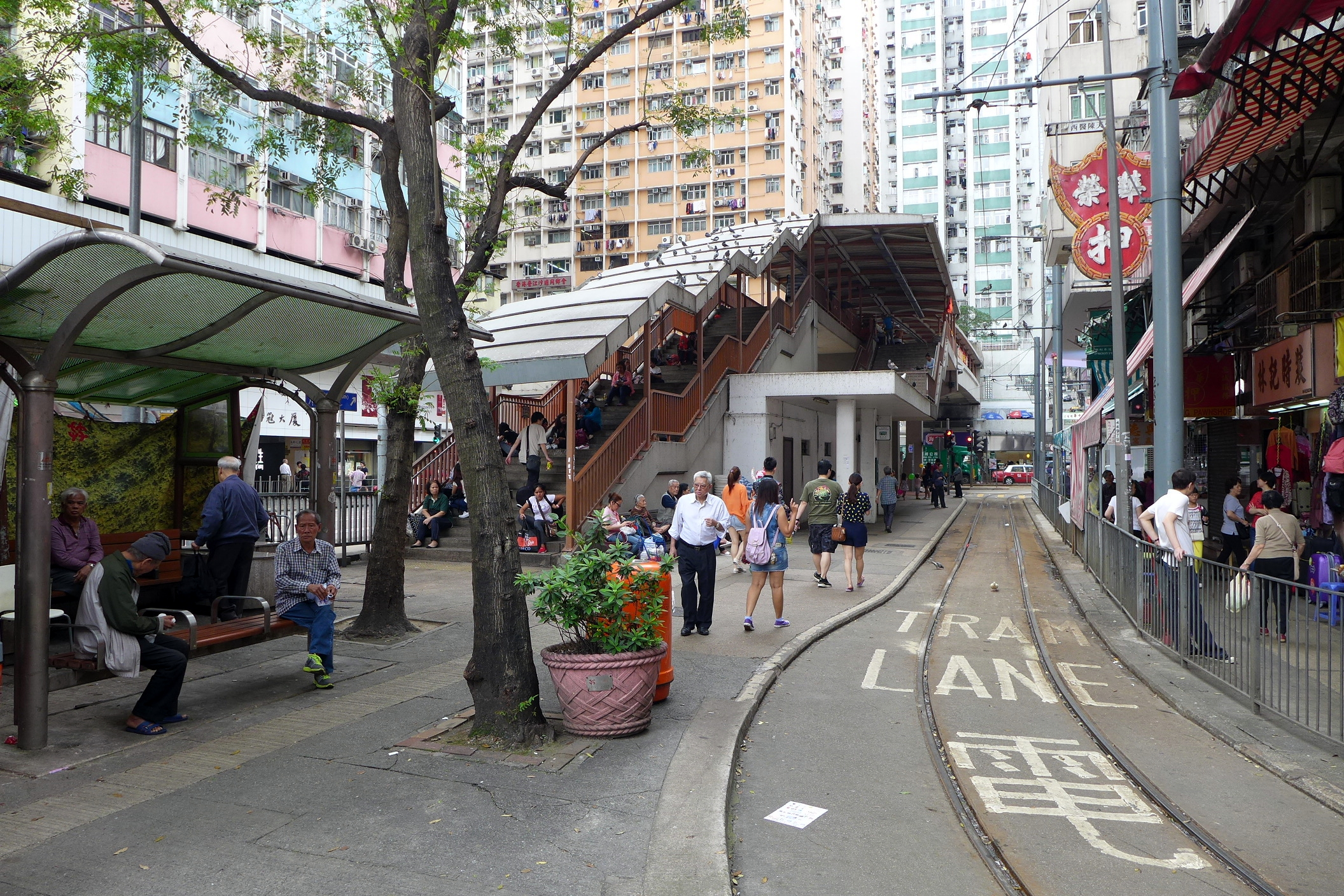
Terminus de North Point
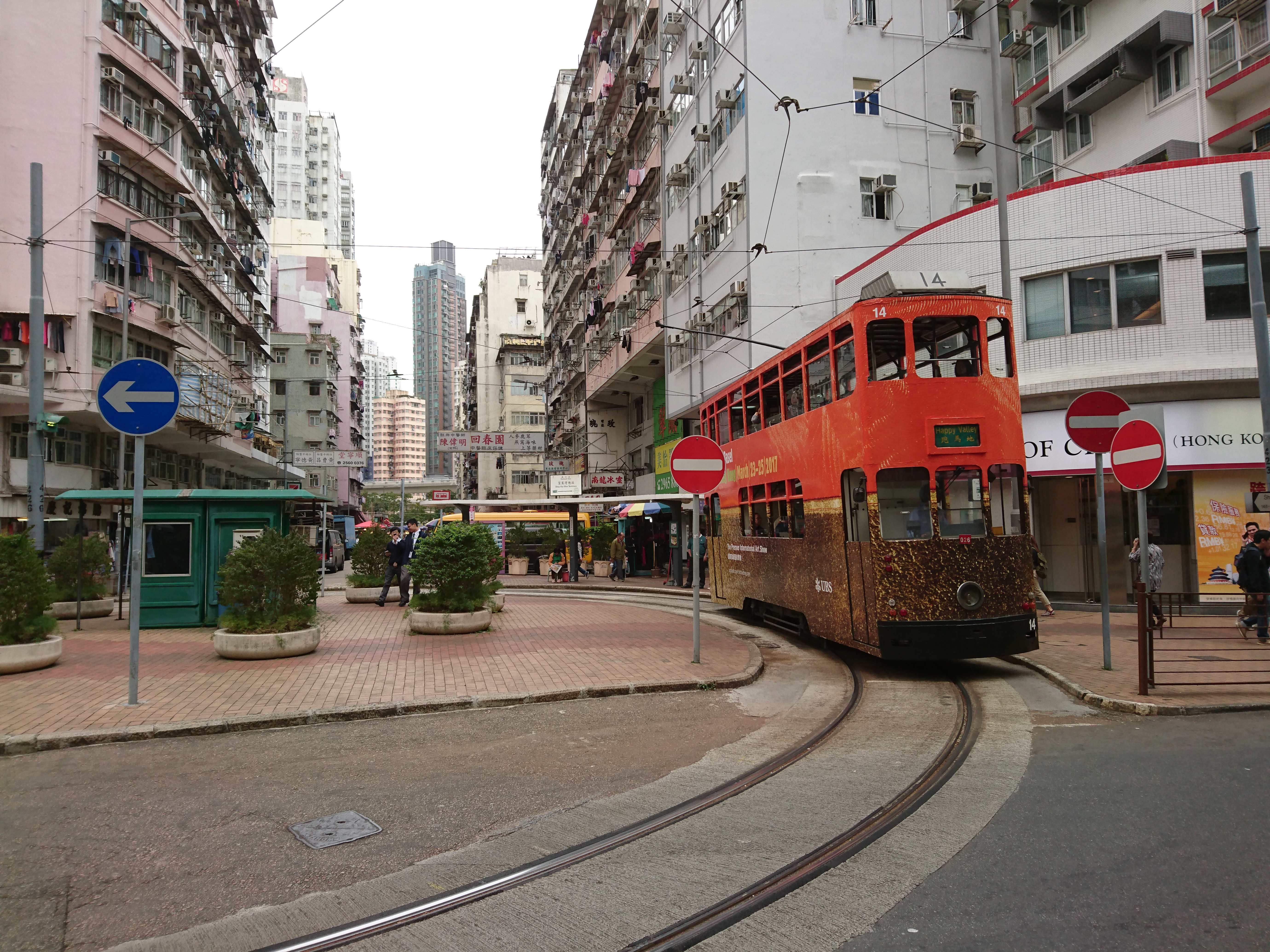
Terminus de Shau Kei Wan

## Tarifs
- Adulte (12 ans ou plus) : HK$ 3,00
- Enfant (11 ans ou moins) : HK$ 1,50
- Senior (65 ans ou plus) : HK$ 1,30[2]

## Incident
Le 5 avril 2017, un tramway se renverse dans le quartier de Central faisant 14 blessés dont le chauffeur. Ce dernier est arrêté par la police pour interrogatoire.